# Idaea occidentata
Idaea occidentata là một loài bướm đêm trong họ Geometridae.